# Aleksander Gabelic
Aleksander Gabelic (ur. 17 września 1965 w Arlöv) – szwedzki polityk i prawnik chorwackiego pochodzenia, działacz Szwedzkiej Socjaldemokratycznej Partii Robotniczej, poseł do Riksdagu, deputowany do Parlamentu Europejskiego VIII kadencji.

## Życiorys
Z wykształcenia prawnik, specjalizujący się w prawie międzynarodowym. W 2000 objął stanowisko prezesa zarządu stowarzyszenia Svenska FN-förbundet, wspierającego działalność Organizacji Narodów Zjednoczonych. Wstąpił do Szwedzkiej Socjaldemokratycznej Partii Robotniczej, w wyborach w 2006 uzyskał z jej ramienia mandat poselski. W 2010 nie został ponownie wybrany. W 2014 bez powodzenia kandydował do Europarlamentu, mandat deputowanego do PE objął jednak w kwietniu 2018.